# 興隆 (張致)
興隆（1216年—1217年），《元史》作興龍，为中国金朝时期起事者張致的年号，前后共2年。
《元史》及《續資治通鑑》以張致叛亂及建元在乙亥年（1215年），平叛在丙子歲（1216年）；《史進道神道碑》在張致叛亂丙子年（1216年），平叛在丁丑歲（1217年），無建元記載。
景愛《金代官印集》收錄了兩件「龍興」年號的官印：其一為「萬戶之印」，印背刻有「龍興二年三月禮部造」字樣；其二為「巡檢司印」，印背刻有「龍興貮柒年月日元帥府劄付潭州大團崖造」字樣。有人認為史書記載的「興隆」和「興龍」都是「龍興」的誤載。

## 公元纪年对照
| 興龍 | 元年   | 二年   |
| ---- | ------ | ------ |
| 公元 | 1216年 | 1217年 |
| 干支 | 丙子   | 丁丑   |

## 同期存在的其他政权年号
- 中國
  - 嘉定（1208年－1224年）：宋—宋寧宗趙擴之年號
  - 貞祐（1213年－1217年）：金—金宣宗完顏珣之年號
  - 興定（1217年－1222年）：金—金宣宗完顏珣之年號
  - 天統（1213年－1216年）：金時期—耶律留哥之年號
  - 天威（1216年）：金時期—耶廝不之年號
  - 天祐（1216年）：金時期—耶律乞奴之年號
  - 天德（1216年）：金時期—耶律金山之年號
  - 順天（1216年）：金時期—郝定之年號
  - 天泰（1215年－1223年）：金時期—蒲鮮萬奴之年號
  - 至寧（1211年－1123年）：西夏—夏神宗李遵顼之年號
  - 天開（1205年－1225年）：大理—段智祥之年號
- 越南
  - 建嘉（1211年－1224年）：李朝—李旵之年號
- 日本 
  - 建保（1214年－1219年）：順德天皇之年號

## 深入閱讀
- 李崇智. . 北京: 中華書局. 2004年12月. ISBN 7101025129.

## 參看
- 中國年號索引
- 其他时期使用的興隆年号

| 前一年號： 大漢 | 金朝錦州起義年號 | 下一年號： -- |